# Максимилијански оклоп
Максимилијански оклоп (енгл. Maximilian armour) је врста пуног оклопа који се користио у западној и средњој Европи у 16. веку.

## Развој
Пуни оклоп штитио је цело тело, а био је у употреби од 14. века. Настао је спајањем челичних плоча за поједина осетљива места (прса, врат, колена, лактови) у потпун плочаст оклоп, с неопходним прегибима око врата и средине тела, на рукама и ногама. Од тих оклопа најпознатији су готски и максимилијански.

## Карактеристике
Максимилијански оклоп појавио се у 16. веку под утицајем ренесансе. Израђиван је претежно у Нирнбергу. Каракерише се округлим деловима са ребрастим ојачањем. Шлем је затворен, са визиром, и везан за оковратник (тзв. Бургундска капа), па је омогућавао слободније и лакше кретање главе. Oковратник је од три реда полуобручева, рукавице имају прсте, а ципеле су у облику пачијег кљуна. На грудима је са десне стране кука за ослањање копља. Грудни део неких оклопа уздужно је по средини испупчен у облику гушчије кобилице да би копље или мач при удару склизнули.

## Опадање
У периоду ватреног оружја пуни оклоп је постепено ишчезао, јер није могао да пружи потребну заштиту од пушчаних зрна, а отежавао је руковање оружјем и смањивао покретљивост бораца. Покушај са пуним оклопима веће дебљине је пропао, јер је само грудни део тежио око 6 кг. Најпре су нестале из употребе гвоздене ципеле, затим подлактице и делови за бутине. Од 16. века употребљавали су се тзв. полуоклопи. Они које су носили немачки ландскнехти и швајцарска пешадија имали су само шлем и оклоп за груди и леђа. Сличан оклоп носили су и тешки коњаници - аркебузири, рајтери и кирасири. 